# Corey Yuen
Corey Yuen (chinesisch 元奎, Pinyin Yuán Kuí, Jyutping Jyun4 Fui1, kantonesisch Yuen Kwai; * 15. Februar 1951 als Ying Gang-ming – 殷元奎,  Yīn Yuánkuí, Jyutping Jan1 Jyun4fui1, kantonesisch Ying Yuen-kwai – in Hongkong; † 2022) war ein chinesischer Stuntman, Schauspieler, Filmregisseur, Filmproduzent und Kampfkünstler. Des Weiteren war er auch als Martial-Arts- und Action-Choreograph tätig, u. a. für Filme wie Transporter – The Mission, Red Cliff oder Shaolin.
Yuen war sowohl in Hongkong als auch in Hollywood tätig.

## Leben
Als Kind besuchte er Yu Jim-yuens Pekinger Oper- und Schauspielschule in Hongkong, wo er seine späteren Kollegen Jackie Chan (Yuen Lau), Sammo Hung (Yuen Lung), Yuen Biao, Yuen Mo, Yuen Qiu, Yuen Tai, Yuen Tak und Yuen Wah kennen lernte, und gehörte zur damals im chinesischen Film- und Opernkreis bekannte Theater- und Akrobatiktruppe The Seven Little Fortunes (七小福 – „Die Sieben Kleinen Glückssterne“).
Sein Tod wurde am 12. August 2024 der Öffentlichkeit preisgegeben, u. a. durch Jackie Chans Microblog auf Weibo zum 65. Jubiläumsfeier der Yuen-Familientruppe der Peking-Oper (元家班 Yuán Jiā Bān) in Peking. Nach einer Bestätigung durch Tin Kai-man (田啟文 Tián Qǐwén) – Hongkonger Schauspieler und Sprecher der „Hongkonger Gewerkschaft der Filmschaffenden“ (englisch Federation of Hong Kong Filmmakers, 香港電影工作者總會) – erlag er bereits 2022 durch COVID-19 einer Lungenentzündung.

## Filmografie (Auswahl)
Ausgewählte Filmografie als Regisseur
- 1981: Bruce Lee – Der letzte Kampf der Todeskralle (Game of Death II, als Co-Regisseur)
- 1982: Ninja Kommando (Long zhi renzhe)
- 1986: Karate Tiger (No Retreat, No Surrender)
- 1986: Ultra Force II (Yes, Madam! aka In the Line of Duty)
- 1987: Tage des Terrors (Zhi fa xian feng)
- 1987: Operation Eastern Condors
- 1987: Karate Tiger 2 (No Retreat, No Surrender 2: Raging Thunder)
- 1988: Action Hunter
- 1991: Silver Fox (Saviour of the Soul)
- 1994: Master der Shaolin (Hong Xi Guan: Zhi Shao Lin wu zu)
- 1997: Shanghai Hero – The Legend (Ma Wing Jing)
- 1998: And Now You’re Dead (Gwan geun shut daam)
- 2002: The Transporter (Le Transporteur)
- 2005: Transporter – The Mission (Le Transporteur II)
- 2006: D.O.A. – Dead or Alive (DOA: Dead or Alive)

Ausgewählte Filmografie als Action-Regisseur
- 1984: Aces Go Places – Our Man from Bond Street

Ausgewählte Filmografie als Martial-Art-Choreografie-Koordinator
- 2008: Transporter 3

Quelle: IMDB, AllMovie, Hong Kong Movie Database

## Auszeichnungen (Auswahl)
- 1993: Golden Horse Film Awards – Beste Regie für Action (Best Action Direction, 最佳動作指導)[12]
- 1994: Hong Kong Film Awards – Beste Regie für Action (Best Action Direction, 最佳動作指導)[13]
- 1995: Golden Horse Film Awards – Beste Regie für Action (Best Action Direction, 最佳動作指導)[14]